# Geogarypus triangularis
Geogarypus triangularis är en spindeldjursart som först beskrevs av Edvard Ellingsen 1912.  Geogarypus triangularis ingår i släktet Geogarypus och familjen Geogarypidae. Inga underarter finns listade i Catalogue of Life.